# Teatro Lope de Vega (Ocaña)
El Teatro Lope de Vega (Ocaña) és un teatre situat en el número 5 del carrer Lope de Vega d'Ocaña, (Toledo). Amb anterioritat, l'edifici havia estat un convent de la Companyia de Jesús, construït en el segle xvi. És per això que té l'aspecte exterior de pedra i escassa ornamentació. S'hi fan espectacles de teatre clàssic.